# 方法詩
方法詩（ほうほうし）は、新たな型を自ら提案し、その型に即して詩作するという行き方をさす。篠原資明が詩集『サイ遊記』(1992年)により提案・実践したものを嚆矢とする。篠原によれば、詩作のタイプは三つに分けられる。定型詩と偶成詩と方法詩である。伝統的な定型からの自由を謳歌するあまり、現代詩は、行き当たりばったりの言葉の羅列に堕してしまった。自由詩というところを、あえて偶成詩と呼ぶのは、そのためである。定型詩でも偶成詩でもない、第三の道、それが方法詩なのである。なお、超絶短詩という詩型もまた、方法詩の一種である。
方法詩は、画家の中ザワヒデキ、詩人の松井茂、音楽家の足立智美などによる方法芸術の立ち上げにも影響を与えた。松井茂もまた、方法詩人を名のっている。